# Comuna Baiiv, Luțk
Baiiv (în ucraineană Баїв) este o comună în raionul Luțk, regiunea Volînia, Ucraina, formată din satele Baiiv (reședința), Horodîșce și Țeperiv.

## Demografie
Componența lingvistică a satului Baiiv
     Ucraineană (99,05%)
     Alte limbi (0,95%)
Conform recensământului din 2001, majoritatea populației satului Baiiv era vorbitoare de ucraineană (99,05%), existând în minoritate și vorbitori de alte limbi.